# Église Saint-Grégoire de Théziers
L'église Saint-Grégoire de Théziers est une église d'origine romane située à Théziers dans le département français du Gard en région Occitanie.

## Localisation
L'église paroissiale Saint-Grégoire se dresse au centre du village. Le village de Théziers abrite également la très belle chapelle romane Saint-Amant de Théziers qui se dresse, isolée parmi les pins, sur une colline au nord-est du village.

## Historique
L'église Saint-Grégoire de Théziers fut construite au XIIe siècle et modifiée au XVIe siècle, au XVIIe siècle et au XIXe siècle.
Propriété de la commune, elle fait l'objet d'une inscription au titre des monuments historiques depuis le 26 novembre 1986.

## Architecture
L'église Saint-Grégoire est formée de 3 églises dont 2 superposées.
À l'est, elle présente un chevet  semi-circulaire très haut et très étroit, adossé d'un clocher-mur à deux baies campanaires et précédé d'une porte de ville de style ogival.
La façade méridionale, en pierre de taille de belle facture assemblée en grand appareil, est soutenue par quatre puissants contreforts et percée de deux baies cintrées à simple ébrasement et d'une porte de style néo-classique.
Vue du nord, l'église révèle une structure très hétéroclite dans laquelle on distingue pêle-mêle une baie en « trou de serrure » réminiscente des arcs outrepassés de tradition préromane, une paire de baies romanes géminées séparées par une colonnette et une fenêtre de style gothique. 

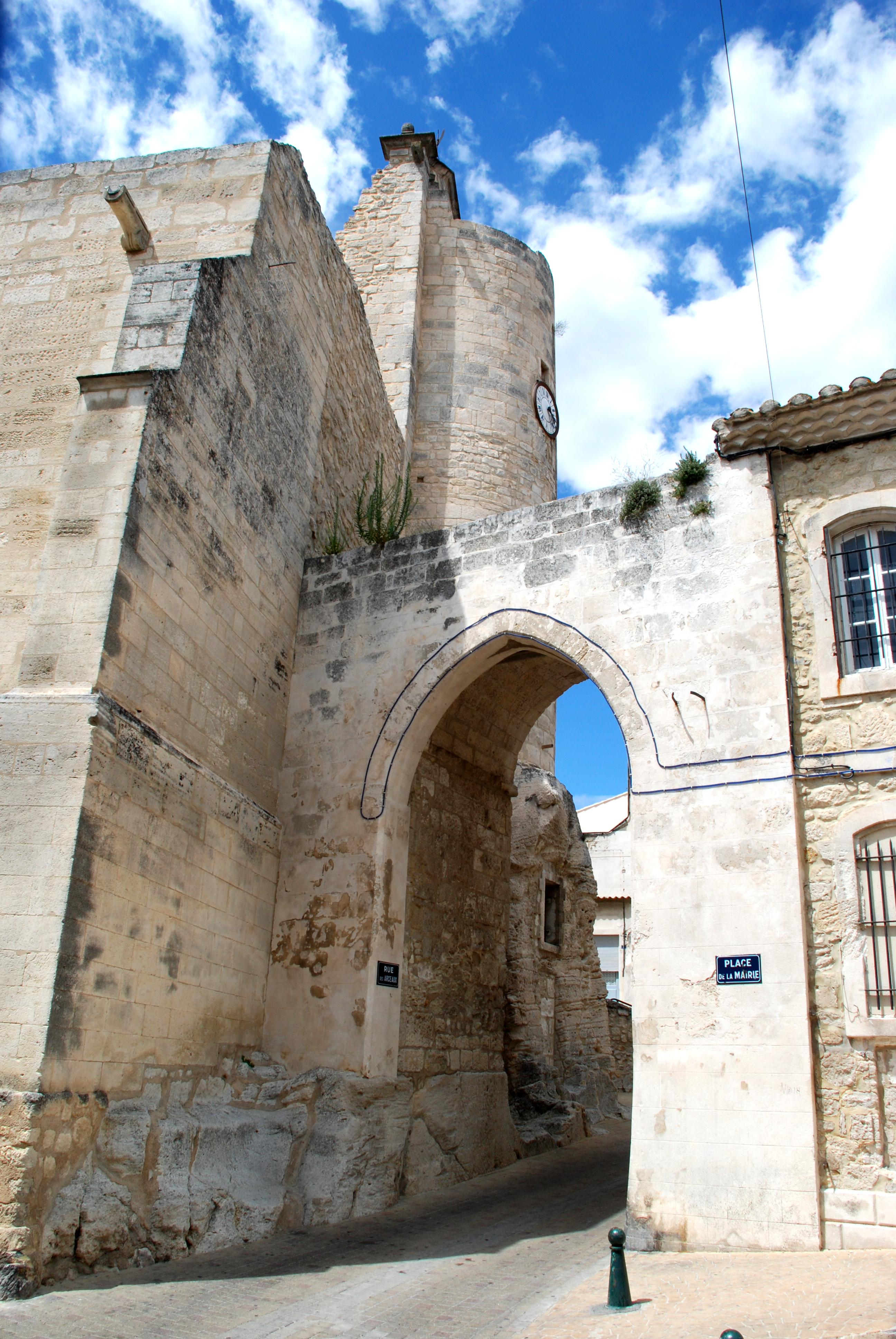
Le chevet et la porte de ville ogivale adossée à l'église